# 주석부 (베트남)
주석부(베트남어: Phủ Chủ tịch / 府主席 푸쭈띡[*])는 베트남 하노이에 있는 주석 관저이다. 외관은 노란색이며 식민지 시절 총독부로 쓰였다. 호찌민이 국가 주석으로 재임 시절에는 주석부에서 살지 않고, 근처에 있는정원사의 남루한 집을 관저로 사용했다. 작은 호수가 있고, 내부에는 호찌민이 사용했던 집기들이 비치되어 있다.

## 개요
이 건물은 프랑스령 인도차이나에서 지어진 30개의 방으로 이루어진 가장 큰 건물 중 하나로, 각 방마다 다른 장식이 있다.
인도차이나 총독부의 원래 설계에 따르면, 건물의 구내는 대칭적으로 설계되었으며, 가운데에는 큰 블록이 있고 측면에는 두 블록이 있다. 이 건물은 연단에 두 개의 주요 층이 있으며, 꼭대기에는 펜트하우스가 있다. 지하실은 반 부동의 지하실로, 프랑스 고전 건축에서 흔히 볼 수 있는 홈을 판 돌로 된 석조공예로, 서비스실이 있다. 2층은 원래 거실, 사무실, 연회장이다. 3층은 총독의 개인방과 거주지다. 같은 시대의 많은 프랑스 식민지 건축물과 마찬가지로, 이 건물도 완전히 유럽적인 스타일을 가지고 있다. 이 지역의 유일한 베트남적 요소는 주변 정원에서 자라는 망고 나무들이다.
철문 뒤에 위치한 이 건물은 노란 석회로 칠해져 있다. 이탈리아 르네상스 건축의 요소들은 다음과 같이 나열될 수 있다.
- 방
- 큰 계단과 중앙 홀
- 깨진 박공벽
- 고전적인 기둥
- 모퉁이

## 역사
19세기 후반에, 베트남 점령기 동안, 프랑스는 중앙에서 지방까지 꽤 완전한 기구를 조직했다. 그 중심에는 인도차이나 총독이 있었다. 프랑스령 인도차이나에는 코친차이나 총독의 궁전인 통킹 총독부가 있었다. 각 성에는 당시의 베트남을 통치하기 위한 주재 대사들이 있었다.
1883년 하노이를 점령한 프랑스인들은 하노이 시를 새로 건설하기 시작했으며, 이 도시에는 인도차이나 총독부의 본부를 포함한 인프라 공사가 공적으로 진행되었다. 하노이에 있는 인도차이나 총독부는 건축가 찰스 리히텐펠더(Charles Lichtenfelder)에 의해 설계되고, 건축되었으며 1901년부터 1906년 사이에 장엄하고 장엄한 규모와 강력한 힘을 가지고 건설되었다. 당시 프랑스 식민지 정권의 공공 건설 수장이었기 때문에 정부 건설을 담당한 사람이 아우구스트 앙리 빌디우(Auguste Henri Vildieu)였다는 설도 있다. 이 건축은 폴 두메르 총독에 의해 시작되었고, 학자인 윌리엄 로건은 하노이에 저택의 건설은 프랑스의 영광을 반영하는 식민지 수도를 건설하고 싶었기 때문에 두메르가 지나친 열정을 보였다고 말했다.

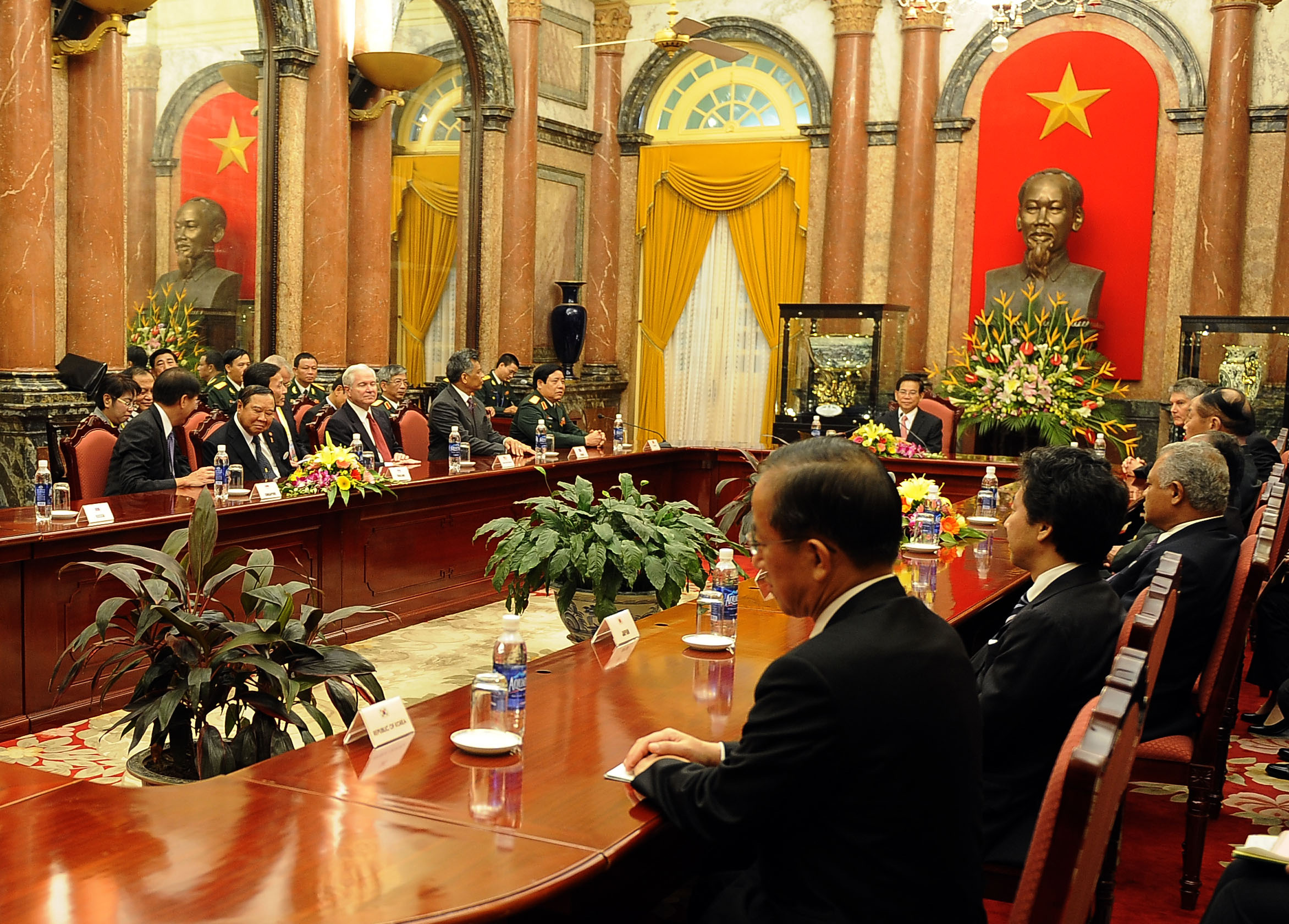
미 국방부 장관을 영접하는 응우옌민찌엣 대통령

1945년 8월 혁명에 이르기까지 청사가 완공된 이후 지금까지 29명의 총독들이 거주하고, 생활했다. 일본이 인도차이나에서 프랑스를 전복했을 때, 이 저택은 베트남 북부의 일본 대사의 거주지 및 근무지로 사용되었다. 일본이 연합군에 항복한 후, 프랑스는 재통치의 상징으로 이 저택의 인수를 도모했다. 그러나, 1945년 10월 3일, 호찌민 주석은 인도차이나 총독의 모든 기관을 폐지하고, 이곳에서 베트남 임시 정부 조직 체계를 확립하는 법령에 서명했다. 프랑스는 인도차이나를 다시 점령한 후 이곳을 통킹 공화국 위원회의 일터로 삼았다.
1954년, 베엣민은 디엔비엔푸 전역에서 프랑스군을 물리치고 베트남 민주공화국을 하노이로 옮겼다. 이 건물은 주석과 보조 기구의 저택으로 사용되었다. 그때부터 오늘날까지 공식 명칭은 주석궁이다. 1954년부터 1969년까지 15년간 주석궁에서 호찌민 주석은 국내외 대표단 1000여 명을 영접했다. 이곳은 호찌민 주석이 새해 첫날을 맞아 신년사를 낭독하던 곳이었다. 호치민은 이 궁에서 살거나, 업무를 보지 않고 손님 영접만 하는 것으로 유명했다. 대신 1954년부터 1969년까지 살았던 궁전 뒤편의 옛 전기기술공의 저택으로 옮겨가 국제기자와 외교사절도 만났다.

## 같이 보기
- 호찌민 관저